# DN19B
DN19B este un drum național din România care leagă orașul Săcueni de Șimleu Silvaniei, trecând prin Marghita. Drumul se termină în localitatea Nușfalău, legătura spre Șimleu Silvaniei fiind realizată de DN1H.